# 北加瀬
北加瀬（きたかせ）は、神奈川県川崎市幸区及び中原区にある町名または町名・地域である。現行行政地名は北加瀬1丁目から北加瀬3丁目。面積は0.58km²。

## 地理
地域のほとんどが住宅地だが、かつては大同製鋼川崎工場→日本発条川崎工場（現在の北加瀬2丁目）があった。日本発条川崎工場跡地は日本発条の関連会社によるゴルフ練習場リンクス新川崎とマンションになっている。そのリンクス新川崎も2022年6月30日で営業を終了し、2024年11月完成予定でデータセンターが建設中である。
JR貨物の新鶴見操車場であった区域については2007年に新川崎に分離されている。

### 河川
- 矢上川（鶴見川水系）
- 渋川

### 台地
加瀬山（標高約35m、一部区域は南加瀬）。夢見ヶ崎動物公園があり、南に三ツ池公園を、北は武蔵小杉方面を望むことができる。なお加瀬山周辺は急傾斜地崩壊危険区域に指定されている。

### 遺跡
- 加瀬山には夢見ヶ崎古墳群（加瀬台古墳群）や、南加瀬貝塚などの遺跡が何箇所か存在する。

### 隣接地域
- 幸区 ： 南加瀬1丁目・2丁目、矢上、小倉1丁目、新川崎
- 中原区 ： 西加瀬、苅宿、大倉町、木月4丁目

### 地価
住宅地の地価は2025年（令和7年）1月1日に公表された公示地価によれば北加瀬2丁目13-12の地点で30万4000円/m²となっている。

## 歴史
- 1889年 橘樹郡北加瀬村が木月村、苅宿村、今井村、市ノ坪村、井田村と合併して住吉村が成立。その大字となる。
- 1925年 住吉村が中原町に合併する際に大字北加瀬が切り離され、日吉村に編入される。
- 1937年 日吉村が横浜市と川崎市に分割編入され、大字北加瀬は川崎市の大字となる。
- 1969年 大字鹿島田・苅宿と共に三菱ふそうトラック・バス（当時三菱重工業）の工場敷地（字鹿島田境の大部分及び字道上・耕地の各一部）を分離して大倉町を設置（1972年中原区に編入）。
- 1972年4月1日 川崎市が政令指定都市に昇格。大部分は新設された幸区の大字となるが、北端部（字原の一部、及び字渋川・苅宿・久保の全域）は中原区に編入され、西加瀬が新設される（北緯35度33分40.7秒 東経139度39分30秒 / 北緯35.561306度 東経139.65833度）。
- 1990年2月26日 住居表示が実施され、実施地域には新たに北加瀬1-3丁目の三町が設置される[11]。
  - 北加瀬1丁目 字北ノ根の全域及び字山崎・八沼・熊野台・鹿島田境の一部
  - 北加瀬2丁目 字出口の全域及び熊野台・道上・耕地の各一部
  - 北加瀬3丁目 字耕地・原の各一部
  - 字久保、原の各一部は矢上に編入。
- 2007年12月15日 住居表示未実施地域（字山崎・八沼の各一部）が新設された新川崎に編入され、住居表示が実施される[11]。
- 2009年11月2日 西加瀬で住居表示が実施される[12]。

## 世帯数と人口
2025年（令和7年）6月30日現在（川崎市発表）の世帯数と人口は以下の通りである。
| 丁目        | 世帯数    | 人口     |
| ----------- | --------- | -------- |
| 北加瀬1丁目 | 2,196世帯 | 4,164人  |
| 北加瀬2丁目 | 1,399世帯 | 3,258人  |
| 北加瀬3丁目 | 1,543世帯 | 3,112人  |
| 計          | 5,138世帯 | 10,534人 |

### 人口の変遷
国勢調査による人口の推移。
| 年                 | 人口   |
| ------------------ | ------ |
| 1995年（平成7年）  | 9,104  |
| 2000年（平成12年） | 9,007  |
| 2005年（平成17年） | 8,460  |
| 2010年（平成22年） | 8,184  |
| 2015年（平成27年） | 9,177  |
| 2020年（令和2年）  | 10,473 |

### 世帯数の変遷
国勢調査による世帯数の推移。
| 年                 | 世帯数 |
| ------------------ | ------ |
| 1995年（平成7年）  | 3,554  |
| 2000年（平成12年） | 3,644  |
| 2005年（平成17年） | 3,610  |
| 2010年（平成22年） | 3,633  |
| 2015年（平成27年） | 4,160  |
| 2020年（令和2年）  | 4,635  |

## 学区
市立小・中学校に通う場合、学区は以下の通りとなる（2025年4月時点）。
| 丁目        | 番・番地等 | 小学校             | 中学校             |
| ----------- | ---------- | ------------------ | ------------------ |
| 北加瀬1丁目 | 全域       | 川崎市立日吉小学校 | 川崎市立日吉中学校 |
| 北加瀬2丁目 | 全域       | 川崎市立日吉小学校 | 川崎市立日吉中学校 |
| 北加瀬3丁目 | 全域       | 川崎市立日吉小学校 | 川崎市立日吉中学校 |

## 事業所
2021年（令和3年）現在の経済センサス調査による事業所数と従業員数は以下の通りである。
| 丁目        | 事業所数  | 従業員数 |
| ----------- | --------- | -------- |
| 北加瀬1丁目 | 100事業所 | 760人    |
| 北加瀬2丁目 | 79事業所  | 703人    |
| 北加瀬3丁目 | 53事業所  | 371人    |
| 計          | 232事業所 | 1,834人  |

### 事業者数の変遷
経済センサスによる事業所数の推移。
| 年                 | 事業者数 |
| ------------------ | -------- |
| 2016年（平成28年） | 216      |
| 2021年（令和3年）  | 232      |

### 従業員数の変遷
経済センサスによる従業員数の推移。
| 年                 | 従業員数 |
| ------------------ | -------- |
| 2016年（平成28年） | 1,210    |
| 2021年（令和3年）  | 1,834    |

## 交通

### 鉄道
最寄駅は新川崎駅となるが、駅に近い地区と遠い地区にかなりの差がある。遠い地区では平間駅や元住吉駅のほうが近くなる。

### 路線バス
川崎市バス、臨港バスが運行されている。かつては東急バスも運行していたが、1997年に撤退した（東急バス新羽営業所#鹿島田線を参照）。本数が多いのは横須賀線小杉駅、元住吉、川崎駅西口、新川崎駅方面となる。なお、「北加瀬」バス停は矢上に所在する。
臨港バス
川53、川54、川55、川60、川61、鶴04、原62、元02系統が乗り入れている。
川崎市バス
川66、川83系統が乗り入れている。

### 道路
- 県道14号鶴見溝口線（尻手黒川道路）
- 県道111号大田神奈川線（ガス橋通り）

## 主な施設

### 教育施設
- 川崎市立日吉小学校
- 川崎市立日吉中学校
- 学校法人志村学園 白山幼稚園
- 北加瀬こども文化センター

### 寺社
- 了源寺

## その他

### 日本郵便
- 郵便番号 : 212-0057[3]（集配局 : 川崎港郵便局[24]）

### 警察
町内の警察の管轄区域は以下の通りである。
| 丁目        | 番・番地等 | 警察署   | 交番・駐在所 |
| ----------- | ---------- | -------- | ------------ |
| 北加瀬1丁目 | 全域       | 幸警察署 | 北加瀬交番   |
| 北加瀬2丁目 | 全域       | 幸警察署 | 北加瀬交番   |
| 北加瀬3丁目 | 全域       | 幸警察署 | 北加瀬交番   |

## 関連文献
- 「北加瀬村」『新編武蔵風土記稿』 巻ノ65橘樹郡ノ8、内務省地理局、1884年6月。NDLJP:763984/47。